# Comuna de Prostki
Prostki (polaco: Gmina Prostki) é uma gminy (comuna) na Polónia, na voivodia de Vármia-Masúria e no condado de Ełcki. A sede do condado é a cidade de Prostki.
De acordo com os censos de 2004, a comuna tem 7509 habitantes, com uma densidade 32,6 hab/km².

## Área
Estende-se por uma área de 230,47 km², incluindo:
- área agrícola: 66%
- área florestal: 22%

## Demografia
Dados de 30 de Junho 2004:
|                      | Total   | Total | Mulheres | Mulheres | Homens  | Homens |
| -------------------- | ------- | ----- | -------- | -------- | ------- | ------ |
|                      | pessoas | %     | pessoas  | %        | pessoas | %      |
| População            | 7509    | 100   | 3696     | 49,2     | 3813    | 50,8   |
| Densidade (pop./km²) | 32,6    | 100   | 16       | 16       | 16,5    | 16,5   |

De acordo com dados de 2002, o rendimento médio per capita ascendia a 1711,91 zł.

## Subdivisões
- Bobry, Bogusze, Borki, Bzury, Cisy, Czyprki, Dąbrowskie, Długochorzele, Długosze, Dybowo, Dybówko, Glinki, Gorczyce, Guty Rożyńskie, Jebramki, Katarzynowo, Kobylin, Kobylinek, Kopijki, Kosinowo, Krupin, Krzywe, Krzywińskie, Kurczątki, Lipińskie Małe, Marchewki, Miechowo, Miłusze, Nowaki, Olszewo, Ostrykół, Popowo, Prostki, Różyńsk Wielki, Sokółki, Sołtmany, Taczki, Wiśniowo Ełckie, Zawady-Tworki, Żelazki.

## Comunas vizinhas
- Biała Piska, Ełk, Grajewo, Grajewo, Kalinowo, Rajgród, Szczuczyn